# Goniothalamus rhynchantherus
Goniothalamus rhynchantherus är en kirimojaväxtart som beskrevs av Stephen Troyte Dunn. Goniothalamus rhynchantherus ingår i släktet Goniothalamus och familjen kirimojaväxter. IUCN kategoriserar arten globalt som starkt hotad. Inga underarter finns listade i Catalogue of Life.